# Slogans e termos derivados dos ataques de 11 de setembro
Os ataques de 11 de setembro de 2001 contra os Estados Unidos geraram um grande número de slogans, termos e palavras de ordem, muitos dos quais continuaram a ser utilizados após o evento.

## Termos e frases de efeito
- Nine-eleven (ou 9/11) — a data de 11 de setembro escrita no modo americano. Essa forma de se referir a um evento terrorista também pode ser observada entre os ingleses em relação ao atentado em Londres de 7 de julho de 2005 (7/7). Nos países de língua portuguesa, é comum também se referir aos atentados como "o 11 de setembro".
- "Let's roll" — é um lema derivado do sequestro do voo 93 da United Airlines. Há registro de que o passageiro Todd Beamer tenha gritado essa frase antes da luta contra os terroristas, que culminou na queda do avião na Pensilvânia.
- FPCON Delta — o maior estado de alerta terrorista emitido pelas Forças Armadas dos Estados Unidos.
- WTC jumper — referência às pessoas que caíram do World Trade Center durante os ataques, o mais famoso sendo "The Falling Man".
- The Bathtub (A banheira) — as escavações das fundações do World Trade Center. Embora não seja um termo novo, ganhou destaque durante os esforços de resgate e limpeza dos escombros.
- The pile (A pilha) — referência à pilha de escombros resultante da queda do World Trade Center.
- Pre 9/11 e Post 9/11 (Pré 11/9 e Pós 11/9) — o mundo antes e depois dos ataques de 11 de setembro.

## Slogans
Durante os ataques, para as coberturas jornalísticas, surgiram várias legendas, que foram empregadas como manchetes ou seções. Elas foram principalmente usadas em plantões televisivos. Entre as mais conhecidas estão:
- Attack on America (em tradução livre: Ataque na América) utilizada pela NBC e pela CBS.
- America Attacked (em tradução livre: América Atacada) utilizada pela ABC
- Day of Terror (em tradução livre: Dia do Terror) utilizada pelo jornal The New York Times
- America under Attack (em tradução livre: América sob Ataque) utilizada por CNN e MSNBC
- America on Alert (em tradução livre: América em Alerta) utilizada por MSNBC
- The Second Pearl Harbor (em tradução livre: O Segundo Pearl Harbor) utilizada por Honolulu Advertiser
- War On America (em tradução livre: Guerra contra a América) utilizada pelo jornal The Daily Telegraph

## Governo dos Estados Unidos
- War on Terrorism e Global War on Terror (Guerra contra o Terrorismo e Guerra Global contra o Terror) — refere-se à resposta política do governo dos Estados Unidos aos ataques de 11 de setembro, o que inclui as invasões ao Afeganistão e ao Iraque, o Patriot Act e o campo prisional de Guantánamo, em Cuba.
- Enduring Freedom (Liberdade Duradoura) — nome oficial dado pelo governo dos Estados Unidos, para a resposta militar aos ataques de 11 de setembro.
- Infinite Justice (Justiça Infinita) — nome original dado à resposta militar, trocado posteriormente.